# جين ستيوارت (رسامة)
جين ستيوارت (بالإنجليزية: Jane Stuart)‏ هي رسامة أمريكية، ولدت في 1812 في بوسطن في الولايات المتحدة، وتوفيت في 1888 في نيوبورت في الولايات المتحدة.